# Westport (Massachusetts)
Westport é uma vila localizada no condado de Bristol no estado estadounidense de Massachusetts. No Censo de 2010 tinha uma população de 15.532 habitantes e uma densidade populacional de 92,81 pessoas por km².

## Geografia
Westport encontra-se localizado nas coordenadas 41° 34′ 51″ N, 71° 04′ 55″ O. Segundo o Departamento do Censo dos Estados Unidos, Westport tem uma superfície total de 167.35 km², da qual 129.08 km² correspondem a terra firme e (22.87%) 38.28 km² é água.

## Demografia
Segundo o censo de 2010, tinha 15.532 pessoas residindo em Westport. A densidade populacional era de 92,81 hab./km². Dos 15.532 habitantes, Westport estava composto pelo 97.67% brancos, o 0.46% eram afroamericanos, o 0.05% eram amerindios, o 0.66% eram asiáticos, o 0.03% eram insulares do Pacífico, o 0.29% eram de outras raças e o 0.84% pertenciam a duas ou mais raças. Do total da população o 0.89% eram hispanos ou latinos de qualquer raça.